# Alis B. Toklas
Alis B. Toklas (30. april, 1877 – 7. mart, 1967) je bila članica avangardnog pokreta u Parizu ranog 20. veka. Bila je američkog porekla.
Rođena je u San Francisku u Kaliforniji, u jevrejskoj porodici srednjeg staleža. Otac joj je bio poljski oficir. Pohađala je školu u San Francisku i Sijetlu. Studirala je muziku na Univerzitetu u Vašingtonu. Gertrudu Stajn je upoznala 8. septembra 1907 godine, na dan dolaska u Pariz. Zajedno su vodile salon koji je privlačio američke emigrantske pisce kao što su Ernest Hemingvej, Pol Bouls, Torton Vilder i Šervud Anderson, kao i avangardne slikare kao što su Pikaso, Matis i Brak.
Bila je partnerka, ljubavnica, muza, urednica i kritičarka Gertrude Stajn. Živela je u njenoj senci sve dok Stajnova nije objavila svoje memoare 1933. pod nazivom Autobiografija Alis B. Toklas.